# Jelen Gyula
Csejthei Jelen Gyula (Kolozsvár, 1881. június 18. – Kolozsvár, 1954. december 31.) ügyvéd, földbirtokos, a Szent Szilveszter Lovagrend tagja (Márton Áron püspök felterjesztésére), az erdélyi katolikus egyház egykori jogtanácsosa, a kolozsvári Szent Mihály egyházközség főgondnoka, az Erdélyi Római Katolikus Egyháztanács igazgató tanácsának tagja, a Nemzeti Kaszinó Kolozsvárt egykori elnöke, az Erdélyi Római Katolikus Népszövetség kolozsvári tagozatának elnöke, a kolozsvári romai katolikus leánynevelő intézet, a "Marianum" ügyésze, az erdélyi Színpártoló Egyesület elnöke, az Első Magyar Általános Biztosító Társaság (EMABIT) észak-erdélyi megbízottja, majd az EMABIT romániai megbízottja.
1922-ben megválasztották a kolozsvári Nemzeti Kaszinó alelnökévé, 1927-ben elnökévé. Elnöksége alatt sikerült a kaszinót jogi személyként bejegyeztetni, a taglétszám növekedett, a könyvtári alapot megemelték, a könyvtárat jelentősen átalakították. 1937-ig a kolozsvári Szent Mihály egyházközség főgondnoka volt. Az 1939-ben megalakult Romániai Magyar Népközösség részéről felügyelte a színházak működését.

## Életpályája
Hétgyermekes családba született. Édesapja – csejthei Jelen M. József – mélyen vallásos katolikus volt, míg édesanyja, a lengyel származású iglói Marschalkó Polixénia.
Iskoláit szülővárosában, Kolozsváron végezte. Jogi diplomáját 1904-ben szintén Kolozsváron, Kolozsvári Magyar Királyi Ferenc József Tudományegyetem jogi karán szerezte. 1905-ben feleségül vette diósadi Warga Máriát (a fiatalon elhunyt ifj. Warga Dánielnek, Kolozsvári Papírlemez Gyár társtulajdonosának és a pécsi Höfler családból származó Höfler Mária lányát).
Az általa betöltött funkciók, tisztségek nemcsak tiszteletbeli tagságot jelentettek, hanem elkötelezett, aktív részvételt a bonyolult, néha kényes feladatok megoldásában egy politikailag kényes és változásokkal teli időszakban. Jogtanácsosként, ügyvédként igyekezett méltóan és maximális odaadással képviselni és védeni azon testületek, szervezetek érdekeit, amelyek tagjává kinevezték, illetve megválasztották.
Mindig is a gyengébbet, a szegényeket pártolta, ügyvédként emberségesen intézte ügyeiket. A keresztény katolikus erkölcsi nevelés rányomta bélyegét egész életpályájára.

## Egyházi tevékenysége
Tevékenyen részt vállalt a kolozsvári római katolikus leánynevelő intézet, az 1911. december 10-én, Szűz Mária szeplőtelen fogantatása ünnepén felszentelt „Marianum” megalapításában, majd, mint a „Marianum” ügyésze vett részt az intézet működésében. Tanított is az intézményben.
1937-ig a kolozsvári Szent Mihály Egyházközség ügyésze, majd a Kolozsvári Római Katolikus Egyház főgondnoka volt (1939-es, 1940-es hagyatéki iratok).
Az Erdélyi Római Katolikus Egyháztanács igazgató tanácsának tagja volt, illetve tagja volt az Erdélyi Római Katolikus Státusnak.
A Majláth Gusztáv római katolikus püspök kezdeményezésére alakult Erdélyi Római Katolikus Népszövetség (1921-1945) kolozsvári tagozatának megalakulásakor, 1926. november 21-én Jelen Gyulát elnökének választotta.
Jelen Gyulának, mint az Erdélyi Római Katolikus Egyháztanács igazgató tanácsa tagjának, lényeges szerepe volt abban, hogy Márton Áron, Erdély karizmatikus püspöke, kvalitásainak megfelelő pályát járjon végig. Felismerte tehetségét, rendkívüliségét és ő hívta fel az egyházi vezetők figyelmét az akkor még a Magyar utca végi kétágú templom kispapjára.
Márton Áron püspök úr Jelen Gyulának a Római Katolikus Egyházban végzett munkásságát nagyra értékelte. XII Pius pápa, Márton Áron erdélyi római katolikus püspök úr felterjesztésére, 1943.03.01-én  Szent Szilveszter Pápa Rendje Lovagja kinevezést adományozta.
Gyümölcsöző, konstruktív együttműködésük Márton Áron püspöksége alatt is folytatódott.
Erről tanúskodnak Márton Áron erdélyi püspöknek, a kolozsvári Szent Mihály egyházközség nagygyűlésén (1937. szeptember 14.) elhangzott megnyitó beszédében a főgondnoki tisztségéről leköszönő Jelen Gyulához intézett méltató szavai.

## Közéleti tevékenysége
Az I világháború után, Nagy Károly református püspök elnöksége alatt a Nemzeti Kaszinó Kolozsvárt alelnöke, dr. Kircbknopf Gusztávval együtt.   Nagy Károly 1926-i halála után elnökké dr. Jelen Gyulát választották.
A Nemzeti Kaszinó Kolozsvárt 1922. évi közgyűlésén a tisztújítás során az elnöki tisztségre Nagy Károly református püspököt választották meg, míg alelnökök dr. Kircbknopf Gusztáv és dr. Jelen Gyula lettek. Az 1923.október 23-i választmányi ülésen, a Kaszinó gazdasági helyzetének kivizsgálására, Nagy Károly elnök tíztagú bizottságot nevezett ki, amelynek elnökletével dr. Jelen Gyulát bízta meg. 1925. február 22-ki közgyűlésen alelnöké választották, majd Nagy Károly betegsége alatt az ügyvezető elnöki tisztséget is betöltötte. Nagy Károly püspök, a Nemzeti Kaszinó Kolozsvárt elnökének 1926. február 26-án bekövetkezett halála után elnökké egyhangulag dr. Jelen Gyulát választották. Beiktatása csak a gyászév letelte után, 1927. január 30-án történt, addig, mint ügyvezető elnök tevékenykedett.
Elnöksége alatt sikerült a kaszinót jogi személyként bejegyeztetni, a taglétszám növekedett, a könyvtári alapot megemelték, a könyvtárat jelentősen átalakították.
A kaszinó történetének megírása szintén az ő elnöksége alatt történik. Ehhez, 1933-ban külön adatgyűjtő bizottságot hoztak létre.
1939. február 11-én a megalakult Romániai Magyar Népközösség Közművelődési szakosztálya keretében, amelynek tisztségviselői voltak többek között báró Kemény János, dr. Inczédy-Joksman Ödön, Tamási Áron, a Jelen Gyulát a színészeti ügyek intézésével bízták meg. Erdélyi Színpártoló Egyesület elnökévé nevezték ki.
Tagja volt az Országos Magyar Pártnak. 1929-ben igazgatónak választották a Kereskedelmi és pénzügyi szakosztályban, ugyanakkor tagja volt az Erdélyi Gazdasági Tanácsnak is.
Tagja volt a Kolozsvári Takarékpénztár és Hitelbank (KTPH) Végrehajtó Bizottságának (1929), majd igazgatósági tanácsának (adatok 1923-ból,1931-ből) együtt gr. Bánffy Miklós, gr. Bethlen Balázs, Ernyei Károly, báró Jósika János és gr. Teleki Artúr ügyvezető igazgatók mellett.
Szerepet vállalt az első világháború után a magyarság önszerveződését elősegítő pénzintézeti kapcsolatok kialakításában.

Továbbá, tagja volt az Első Erdélyi Általános Biztosító Társaság igazgatóságának, majd az Első Magyar Általános Biztosító Társaság (EMABIT) Észak-erdélyi megbízottja (1945. október), illetve az EMABIT romániai megbízottja lett. (1947. április 5.)
Rotary Klub kolozsvári tagozatának a tagja az alapításától kezdődően a szervezet tevékenységének felfüggesztéséig (1940. augusztus 30.) .
Második világháború idején a magyar és nemzetközi vöröskereszten belül tevékenykedett. A magyar vöröskereszt főmegbízottja (1941. május 14) és erdélyi kirendeltségének vezetője volt (1943. május 09.)
Tagja volt a Nemzetközi Vöröskereszt Bizottság Magyarországi Delegációjának (igazoló okirat 1944. szeptember 02.-i dátummal).